# Anurophorus scheueri
Anurophorus scheueri är en urinsektsart som beskrevs av Christiansen och Bellinger 1980. Anurophorus scheueri ingår i släktet Anurophorus och familjen Isotomidae. Inga underarter finns listade i Catalogue of Life.